# Vlag van KwaNdebele

Vlag van KwaNdebele (1982–1994)

De vlag van KwaNdebele werd in 1982 officieel goedgekeurd. Van het blauw in de vlag werd gezegd dat het de kleur van de lucht en de eindeloosheid van de ruimte vertegenwoordigde, en daarmee de ruimte symboliseerde die de Ndebele nodig hadden om hun idealen te vervullen. Geel staat voor het licht en de energie van de zon, die onmisbaar is voor het leven en die ook de weg verlicht. Groen is de kleur van planten en gras, een bron van voedsel. Het symboliseert ook groei en vooruitgang.
Op 27 april 1994 werd KwaNdebele, samen met de negen andere thuislanden, herenigd met Zuid-Afrika. Hiermee verviel de vlag.

## Verwante afbeeldingen

Het wapen van KwaNdebele